# Scypionyks
Scypionyks (Scipionyx) – rodzaj niewielkiego celurozaura żyjącego we wczesnej kredzie (113 milionów lat temu) na terenie dzisiejszych Włoch. Nazwa znaczy „pazur Scipio” i pochodzi od łacińskiego imienia Scypion (Scipio) i greckiego onyx, oznaczającego pazur. Nazwano go na cześć Scypiona Afrykańskiego Starszego. Nazwa odnosi się też do Scipione Breislaka, geologa, który pierwszy opisał formację, w której znaleziono scypionyksa. Formacja ta znana jest z doskonale zachowanych skamieniałości. Natomiast nazwa gatunkowa pochodzi od łacińskiej nazwy prowincji Benevento. Odnaleziono tylko jeden szkielet, ale z zachowanymi tkankami miękkimi. Był to osobnik młodociany (w chwili śmierci miał nie więcej niż 3 tygodnie, a być może zaledwie kilka dni). Okaz holotypowy (prawie kompletny szkielet, nie zachowała się tylko część kości tylnych kończyn i większość ogona) ma 237 mm długości; całkowita długość ciała tego osobnika włącznie z ogonem wynosiła prawdopodobnie ok. 50 cm. Czaszka ma 5,2 cm. Scipionyx żył na lądzie z wieloma płytkimi lagunami, gdzie zwykle brakowało tlenu. W nich osadzały się wapienie i dzięki temu odkryto wiele skamieniałych ryb, krewetek i krokodyli wraz z tkankami miękkimi.

## Pożywienie
Jako drapieżnik scypionyks polował na małe zwierzęta. Informacji o jego diecie dostarcza zachowana razem z okazem holotypowym skamieniała zawartość jego przewodu pokarmowego (kości i łuski lepidozaurów oraz łuski ryb).

## Odkrycie
Szczątki Scipionyx odnalazł w 1981 roku Giovanni Todesco – paleontolog amator – około 45 kilometrów od Neapolu. Myślał on, że odnalazł szczątki ptaka. Nieświadomy powagi odkrycia, umieścił je w piwnicy swego domu. Po obejrzeniu Parku Jurajskiego w 1993 roku uznał wraz z żoną, że prawdopodobnie znalazł dinozaura. Skamieniałość została uznana za pierwszego włoskiego dinozaura w tym samym roku przez dwóch paleontologów –  Cristiana dal Sasso z Muzeum Historii Naturalnej z Milanu i  Marco Signorego z Uniwersytetu im. Fryderyka II z Neapolu. W 1998 roku Scipionyx został umieszczony na okładce tygodnika Nature.

## Tkanki miękkie
Scipionyx uważany jest za jedno z najważniejszych odkryć dinozaurów – zachowała się m.in. część tchawicy, pozostałości przełyku, odcisk wątroby, całe jelito, mięśnie szyi, miednicy i kończyn tylnych oraz krezkowe naczynia krwionośne. Według Johna Rubena i współpracowników (1999) układ oddechowy Scipionyx (a także innych teropodów) budową bardziej przypominał układ oddechowy krokodyli niż ptaków. Ich zdaniem u Scipionyx i innych teropodów najprawdopodobniej występował mechanizm wentylacji płuc określany mianem „tłoczni wątrobowej” (hepatic piston), podobny do występującego u dzisiejszych krokodyli. Według tych autorów u teropodów prawdopodobnie występował rozwinięty mięsień w jamie brzusznej, podobny do musculus diaphragmaticus krokodyli przyczepionego z jednej strony do wątroby, a z drugiej – do kości miednicy. Przy wdechu mięsień ten kurczył się, powodując przesunięcie wątroby wzdłuż kręgosłupa ku miednicy; zmiana pozycji wątroby powodowała zaś rozszerzenie płuc i zmniejszenie ciśnienia w płucach umożliwiające wdech. Zdaniem Rubena i współpracowników ich hipotezę wspiera kształt kości miednicy Scipionyx i innych teropodów (według nich podobnych do kości miednicy krokodyli), wielkość i pozycja wątroby w jamie brzusznej Scipionyx (duża wątroba rozciągająca się od kręgosłupa do dolnej krawędzi jamy brzusznej) oraz odkrycie obok jego kości miednicy pozostałości włókien mięśniowych, które mogły być częścią mięśnia odpowiadającego M. diaphragmaticus; według tych autorów obecność „tłoczni wątrobowej” u Scipionyx dowodzi, że najprawdopodobniej nie występowały u niego cechy budowy układu oddechowego charakterystyczne dla ptaków, takie jak worki powietrzne. Gregory Paul (2001) wskazał jednak, że wątroba o podobnej wielkości i położeniu jak u okazu holotypowego Scipionyx występuje nie tylko u krokodyli, ale też u niektórych ptaków (np. u czarnowrona), u których nie występuje mechanizm „tłoczni wątrobowej”. Do kwestii wskazywanych przez Rubena i współpracowników podobieństw w budowie miednicy krokodyli i teropodów odniósł się John Hutchinson; stwierdził, że niektóre z omawianych przez Rubena i współpracowników cech budowy kości miednicy teropodów i krokodyli nie są homologiczne, zaś inne (np. wydłużona kość łonowa) w rzeczywistości występują już u bazalnych przedstawicieli kladu Archosauriformes (i tym samym nie dowodzą większego podobieństwa kości miednicy teropodów do kości krokodyli niż innych przedstawicieli Archosauriformes). Cristiano Dal Sasso i Simone Maganuco (2011) odkryli zaś, że struktura, którą Ruben i współpracownicy wzięli za włókna mięśnia podobnego do M. diaphragmaticus u okazu holotypowego Scipionyx, to w rzeczywistości bryła kalcytu, niepodobna do zachowanych mięśni tego okazu. Zdaniem autorów nie ma dowodów na występowanie u Scipionyx mechanizmu „tłoczni wątrobowej”. Wątroba jest na tyle dobrze zachowana, że uważa się, że wiernie odwzorowuje jej kształt i kolor z czasów, kiedy zwierzę było żywe. Odkrycie jest o tyle ważne, że wcześniej sfera budowy wewnętrznej dinozaurów była głównie sferą domysłów. Później odkryto także tkanki miękkie u dinozaurów z formacji  Santana z Brazylii, Hell Creek w Stanach Zjednoczonych i Yixian z Chin.

## Systematyka
Scipionyx jest trudny do zaklasyfikowania do konkretnej rodziny tyranoraptorów z powodu wieku osobnika i cech różnych dinozaurów, możliwe, że powinien tworzyć własną rodzinę, jednak ta nie może być uznana, gdy tworzyłby ją jeden rodzaj. Żaden z zębów nie został jeszcze zastąpiony, dlatego przypuszcza się, że odnaleziony osobnik to dopiero pisklę. Być może dlatego posiada on cechy wielu rodzin dinozaurów. Istnieją dwie główne teorie: jest to kompsognatyd lub deinonychozaur. Ma on cechy zarówno dromeozaurydów jak i troodontydów. Z analizy kladystycznej przeprowadzonej przez Cristiana Dal Sasso i Simone Maganuco (2011) wynika, że Scipionyx był bazalnym przedstawicielem rodziny Compsognathidae siostrzanym do rodzaju Orkoraptor (przez innych autorów zaliczanego do rodziny Neovenatoridae).